# Inhibitor de beta-lactamază
Inhibitorii de beta-lactamază sunt medicamente inhibitoare enzimatice care au fost dezvoltate cu scopul de a fi rezistente la acțiunea enzimelor de inactivare denumite beta-lactamaze. Deși această clasă de beta-lactame prezintă o activitate antibiotică slabă, ele sunt extrem de folositoare deoarece previn degradarea antibioticelor beta-lactamice (în combinație cu acestea), ceea ce duce la lărgirea spectrului de activitate pe anumite bacterii rezistente secretoare de beta-lactamaze.
Un inhibitor de β-lactamază, vaborbactam, care este încă în teste clinice, trebuie administrat împreună cu antibioticul β-lactamază meropenem. În aprilie 2016, combinația a primit Fast Track Designation din partea FDA, care este un proces accelerat de aprobare a medicamentelor atunci când se consideră că un medicament are potențialul de a trata boli care pun viața în pericol.
Relebactamul a fost aprobat în SUA în combinație fixă cu imipenem și cilastatin în iulie 2019.

## Combinații
- Acid clavulanic sau clavulanat, de obicei în combinație cu amoxicilină (co-amoxiclav, Augmentin, Amoksiklav) sau ticarcilină (Timentin)
- Sulbactam, de obicei în combinație cu ampicilină (Unasyn) sau cefoperazonă (Sulperazon)
- Tazobactam, de obicei în combinație cu piperacilină (Tazocin)

Inhibitorii de beta-lactamază
Acid clavulanic
Sulbactam
Tazobactam
Avibactam (2015)
Vaborbactam (2017)
Relebactam (2019)